# یواس‌اس هادوک (اس‌اس-۲۳۱)
یواس‌اس هادوک (اس‌اس-۲۳۱) (به انگلیسی: USS Haddock (SS-231)) یک زیردریایی بود که طول آن ۳۱۱ فوت ۹ اینچ (۹۵٫۰۲ متر) بود. این زیردریایی در سال ۱۹۴۱ ساخته شد.